# Chandrabose

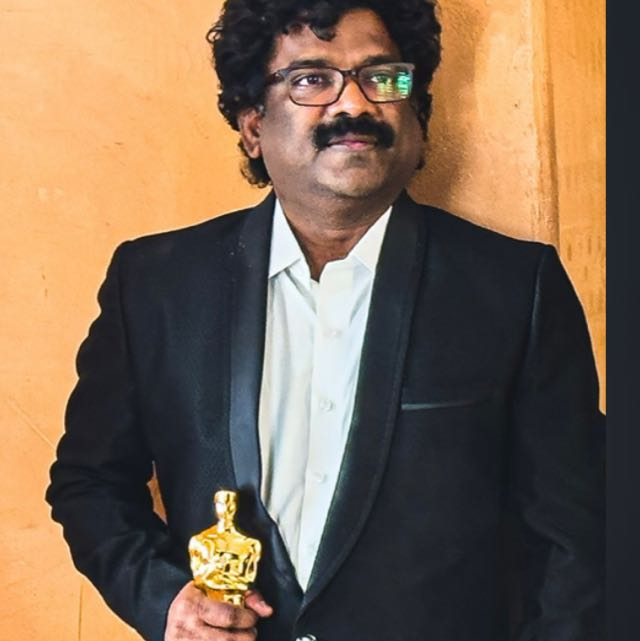
Chandrabose 2023.

Kanukuntla Subhash Chandrabose (* in Challagariga, Andhra Pradesh) ist ein indischer Liedtexter und Hintergrundmusiker, der vor allem in der telugusprachigen indischen Filmindustrie tätig ist. Er verfasste über dreitausend Lieder in Telugu. Mit einem Oscar und einem Golden Globe Award für das Lied Naatu Naatu aus dem Film RRR fand er auch internationale Anerkennung.

## Leben

### Frühes Leben und Familie
Er stammt aus dem Dorf Challagariga im heutigen Distrikt Jayashankar Bhupalpally im Bundesstaat Telangana, damals noch Warangal-Destrikt in Andhra Pradesh. Chandrabose war das vierte Kind eines Grundschullehrers. Er studierte Elektroingenieurswesen in Hyderabad an der Jawaharlal Nehru Technological University (JNTU).
Chandrabose ist verheiratet mit der Choreographin Suchitra.

### Künstlerkarriere
Nach dem Abschluss als Ingenieur versuchte er sich als Sänger im Doordarshan, wegen mangelndem Erfolg gab er diese Karriere aber zugunsten des Textens auf. Chandrabose begann seine Karriere als Filmmusiktexter 1995 mit dem Telugu-Film Taj Mahal. Bis 2023 textete er dann über 3600 Lieder für 850 Telugu-Filme. Von den Top-10-Liedern in Telugu stammten 2021 das dritt-, das viert-, das sechst-, und das zehntplatzierte Lied aus Chandraboses Feder.
Das Filmjahr 2023 begann für Chandrabose im Januar 2023 mit dem Gewinn des Golden Globe Awards für den besten Filmsong gegen Konkurrentinnen wie Lady Gaga, Rihanna und Taylor Swift. Im März 2023 gewann er zusammen mit M. M. Keeravani für das Lied Naatu Naatu den Oscar für den besten Filmsong.
Chandrabose wurde im Sommer 2023 für das Lied Dham Dham Dham aus dem Film Konda Polam (2021) auch erstmals beim National Film Award ausgezeichnet.

## Dokumentarfilm
- Oscar Challagariga von Chilkuri Sushil Rao[2]